# Bitheca boleta
Bitheca boleta är en tvåvingeart som beskrevs av Marshall 1987. Bitheca boleta ingår i släktet Bitheca och familjen hoppflugor. Inga underarter finns listade i Catalogue of Life.